# رونالد ألين
رونالد ألين (بالإنجليزية: Ronald Allen)‏ (و. 1930 – 1991 م) هو ممثل، من المملكة المتحدة، ولد في ريدنج، توفي في لندن، عن عمر يناهز 61 عاماً بسبب سرطان المريء.

## التعليم
تعلم في الأكاديمية الملكية للفنون المسرحية، في تخصص تمثيل.

## وصلات خارجية
- رونالد ألين على موقع IMDb (الإنجليزية)
- رونالد ألين على موقع ألو سيني (الفرنسية)
- رونالد ألين على موقع أول موفي (الإنجليزية)
- رونالد ألين على موقع قاعدة بيانات برودواي على الإنترنت (الإنجليزية)
- رونالد ألين على موقع قاعدة بيانات الأفلام السويدية (السويدية)
- رونالد ألين على موقع قاعدة بيانات الفيلم (الإنجليزية)
- رونالد ألين على موقع كينوبويسك (الروسية)